# 伦敦黏土组
伦敦黏土组（London Clay Formation）位于英格兰东南部，是始新世伊普雷斯期（约5600至4900万年前）的一个组。它以其丰富的化石含量闻，有许多热带或亚热带植物化石，但其中的黏土现在也仍被用来制作瓷砖。
伦敦黏土是一种坚硬的、发蓝的黏土，风化和氧化后会变成棕色。在黏土层中经常发现黄铁矿及其氧化产生石膏、透石膏。